# Kalle Anka som jultomte
Kalle Anka som jultomte (engelska: Toy Tinkers) är en amerikansk animerad kortfilm med Kalle Anka från 1949.

## Handling
Piff och Puff ligger och sover i en gran som Kalle Anka hugger ner och använder som julgran, vilket även innebär att Piff och Puff följer med Kalle och granen in i stugvärmen. I stugan finns ett helt paradis av leksaker och julgodis som de börjar leka med, något som Kalle inte riktigt uppskattar.

## Om filmen
Filmen nominerades till en Oscar för bästa animerade kortfilm vid Oscarsgalan 1950, men förlorade till förmån för Looney Tunes-filmen For Scent-imental Reasons med Pepe Le Skunk.
Filmen har givits ut på 16-millimetersfilm med titeln Christmas Capers.

### Svenska utgivningar
Filmen hade svensk premiär den 26 november 1950 på Sture-Teatern i Stockholm och ingick i kortfilmsprogrammet Kalle Ankas bravader tillsammans med sju kortfilmer till; Pluto som gårdvar, Musse Piggs kelgris, Konståkning på trissor (ej Disney), Kalle Anka på honungsskörd, Pluto akrobat, Kalle Anka på camping och Kalle Anka på friarstråt.
Filmen hade svensk nypremiär den 28 november 1955 på Sture-Teatern i Stockholm och ingick i ett nytt kortfilmsprogram; Kalle Anka bjuder på en fest tillsammans med kortfilmerna Kalle Ankas förbjudna frukt, Jan Långben bland indianer, Kalle Ankas flygande ekorre, Kalle Anka och spargrisen och Plutos hungriga vargar.
Filmen har haft flera svenska titlar genom åren. Vid biopremiären 1950 gick den under titeln Kalle Anka som jultomte. Alternativa titlar till filmen är bland annat Kalle Ankas leksakskrig, Kalle Anka och nötkriget och Leksakskriget.
Mellan 1960 och 1966 visades filmen som ett inslag i Kalle Anka och hans vänner önskar God Jul. Följande år togs inslaget bort då det ansågs vara för våldsamt.
Filmen finns dubbad till svenska och har givits ut på DVD och Blu-ray.

## Rollista
- Clarence Nash – Kalle Anka
- James MacDonald – Piff
- Dessie Flynn – Puff[14]